# Ткач, Борис Иванович
Борис Иванович Ткач (25 октября 1935, Гусятин, Винницкая область — 24 октября 2010, Киев) — советский военачальник, генерал-лейтенант, в 1980—1982 годы — командующий 40-й армией в ДРА.

## Биография
Родился 25 октября 1935 года в селе Гусятине Чемеровецкого района. В 1954 году окончил среднюю школу. В том же году поступил в Харьковское танковое училище, которое окончил в 1957 году. После окончания обучения и до 1964 года являлся командиром танкового взвода, 27-й роты механизированной дивизии Южной группы войск. В 1967 году окончил Военную академию бронетанковых войск. С 1967 по 1973 год — командир танкового батальона, начальник штаба, командир 276-го танкового полка, начальник штаба 81-й механизированной дивизии Дальневосточного военного округа. Принимал участие в Даманском конфликте в 1969 году. В 1973 году был назначен командиром 79-й танковой дивизии Группы советских войск в Германии, в 1975 году повышен до 1-го заместителя командующего 13-й армии Прикарпатского военного округа, проработав им до 1979 года. В 1977 году окончил Военную академию Генерального Штаба. С декабря 1979 года занял пост 1-го заместителя командующего 40-й армии, части которой вводятся в Афганистан. С 23 сентября 1980 по 12 мая 1982 годы являлся командующим 40-й армии в Демократической Республике Афганистан. Руководил боевыми действиями в Афганистане. Разрабатывал многие крупномасштабные операции, в том числе операции «Удар» и «Удар-2».
Из воспоминаний генерала армии В.И. Варенникова об Афганской войне:

«Вторым командармом стал Б.И. Ткач. Это был уже опытный генерал, в деле руководства армией не новичок, но такой армией и в таких условиях вообще еще никто не командовал. Ткач — тоже. И хотя боевые действия частей армии начались еще при предшественнике , но основной вал пришелся на Ткача и заменившего его В.Ф. Ермакова. Генерал Ткач фактически был «первопроходцем» всех крупномасштабных операций, а также обустройства наших войск в Афганистане.  Дело было очень сложное, но он справился со своими задачами.
С мая 1982 по сентябрь 1984 года — командующий 14-й гвардейской общевойсковой армией в Одесского военного округа, затем первый заместитель командующего войсками Сибирского военного округа. С 1985 года служил представителем главнокомандующего Вооруженных Сил стран Варшавского договора при Чехословацкой народной армии. В 1991 году, когда Варшавский договор прекратил существование, уволился в запас и проживал в городе Киеве. С 1995 года был директором Киевского филиала Украинско-Нидерландской охранной фирмы «Group 4 Security».
Умер 24 октября 2010 года в Киеве. Погребение состоялось 26 октября в Киеве на воинском участке Берковецкого кладбища.

## Награды

### Украина
- Орден «За заслуги» 3-й степени
- Медаль «Защитнику Отчизны»

### СССР
- Орден Красного Знамени
- Орден Кутузова 1-й степени
- Орден Трудового Красного Знамени
- Орден Красной Звезды
- Орден «За службу Родине в Вооружённых Силах СССР» 3-й степени
- Медали, в том числе:
  - Юбилейная медаль «За воинскую доблесть. В ознаменование 100-летия со дня рождения Владимира Ильича Ленина»
  - Юбилейная медаль «Двадцать лет Победы в Великой Отечественной войне 1941—1945 гг.»
  - Медаль «Ветеран Вооружённых Сил СССР»
  - Медаль «За укрепление боевого содружества»
  - Юбилейная медаль «50 лет Вооружённых Сил СССР»
  - Юбилейная медаль «60 лет Вооружённых Сил СССР»
  - Юбилейная медаль «70 лет Вооружённых Сил СССР»
  - Медаль «За безупречную службу» 1-й степени
  - Медаль «За безупречную службу» 2-й степени
  - Медаль «За безупречную службу» 3-й степени

### Иностранные награды
Орден Красного Знамени Афганистан